# Clarks (Luisiana)
Clarks es una villa ubicada en la parroquia de Caldwell en el estado estadounidense de Luisiana. En el Censo de 2010 tenía una población de 1017 habitantes y una densidad poblacional de 409,03 personas por km².

## Geografía
Clarks se encuentra ubicada en las coordenadas 32°1′44″N 92°8′27″O / 32.02889, -92.14083. Según la Oficina del Censo de los Estados Unidos, Clarks tiene una superficie total de 2.49 km², de la cual 2.49 km² corresponden a tierra firme y (0%) 0 km² es agua.

## Demografía
Según el censo de 2010, había 1017 personas residiendo en Clarks. La densidad de población era de 409,03 hab./km². De los 1017 habitantes, Clarks estaba compuesto por el 51.72% blancos, el 46.31% eran afroamericanos, el 0.29% eran amerindios, el 0.29% eran asiáticos, el 0% eran isleños del Pacífico, el 0.79% eran de otras razas y el 0.59% pertenecían a dos o más razas. Del total de la población el 1.87% eran hispanos o latinos de cualquier raza.